# Estado operário degenerado
Na teoria política trotkista, o termo Estado Operário Degenerado tem sido usado desde a década de 1930 para descrever a situação  da União Soviética após a consolidação no poder de Joseph Stalin após a morte de Vladimir Lenin em 1924. O termo foi desenvolvido por Leon Trotsky em A Revolução Traída ; Segundo ele, o Estado Operário e o Partido Bolchevique haviam sido "tomados" pela burocracia stalinista, que era um setor que tinha origem no proletariado mas que, por seus privilégios, tinha interesses próprios e hostis ao conjunto da classe trabalhadora, autonomizando-se em relação à mesma. Para alguns setores do marxismo (entre eles o revolucionário russo León Trótski) este setor social gerou uma "casta" uma vez que sem ser uma nova classe social por não ter um papel qualitativamente distinto do proletariado no processo de produção, usurpou-lhe o poder político. Outros defendem que este grupo gerou uma nova classe social dentro da URSS, chamada de nomenklatura. e em outras obras, mas tem suas raízes na  própria teoria de Lenin de que a União Soviética era um Estado Operário com deformações burocráticas. 